# Joseph Idlout
Pour les articles homonymes, voir Idlout.
Joseph Idlout (1912/1913-2 juin 1968), est un inuit canadien ayant figuré sur le billet de 2 dollars canadien de la série Scènes du Canada,. Lorsque survient la délocalisation du Haut-Arctique en 1959, il aide plusieurs familles inuites à s'adapter à leur nouvel environnement à Resolute dans les Territoires du Nord-Ouest (maintenant Nunavut).
En 1954, en raison du manque de renards dans les environs de Pond Inlet, Idlout milite pour le déplacement à Resolute. Initialement hostile, le gouvernement cède et procède au déménagement en 1955.

## Documentaires
Idlout attire l'attention du public en 1952 avec la sortie du documentaire Land of the Long Day. À ce moment, il vit à Pond Inlet et est reconnu pour ses habiletés de chasseur et de chef de bande. Cette publicité lui permit d'être considéré comme l'inuit le plus populaire de son temps,,.
De façon posthume en 1990, il est le sujet central du documentaire Between Two Worlds du réalisateur Barry Greenwald et produit par l'Office national du film (ONF) et Investigative Productions Inc. Dans ce documentaire, le fils d'Idlout, Peter Paniloo amène les spectateurs à voyager à travers la vie de son père. Ce court métrage est inclus dans la collection inuite de films Unikkausivut: Sharing Our Stories (en). Between Two World est la continuation de la vie d'Idlout après la réalisation de Land of the Long Day jusqu'à son décès en 1968, lorsqu'il tombe d'une falaise en motoneige alors qu'il conduisait en état d'ébriété sur un base de l'Aviation royale canadienne.

## Famille
Idlout est le grand-père de la chanteuse rock Lucie Idlout (en). Sa fille, Leah Idlout, mentionne que son père est le fils de Joseph-Elzéar Bernier.